# TIP39
TIP39‏ (Parathyroid hormone 2) هوَ بروتين يُشَفر بواسطة جين TIP39 في الإنسان.